# 묄러-플레셋 섭동 이론
양자화학에서 묄러-플레셋 섭동 이론(Møller–Plesset perturbation theory)은 하트리-폭 방법을 전자 사이의 상호작용을 고려하여 개선한 섭동 이론이다. 전자 사이의 상호작용은 레일리-슈뢰딩거 섭동이론 (Rayleigh–Schrödinger perturbation theory)으로 기술한다. 이 경우, 2차(MP2)나 3차(MP3), 4차(MP4)를 주로 사용한다. 덴마크의 크리스티안 묄러(덴마크어: Christian Møller)와 미국의 밀턴 플레셋(영어: Milton Spinoza Plesset)이 1934년에 도입하였다.

## 레일리-슈뢰딩거 섭동 이론
묄러-플레셋 섭동이론(MP)은 레일리-슈뢰딩거 섭동이론(Rayleigh–Schrödinger perturbation theory, 약자 RS-PT)의 특수한 응용 사례이다. 따라서 우선 RS-PT에 대해서 다룬다. 이는 존 윌리엄 스트럿 레일리와 에르빈 슈뢰딩거가 도입하였다.
우선 섭동이 없는 해밀토니언 연산자 {\displaystyle {\hat {H}}_{0}}에 작은 외부 섭동{\displaystyle {\hat {V}}}을 더한다:
{\displaystyle {\hat {H}}={\hat {H}}_{0}+\lambda {\hat {V}},\,}
여기서 λ는 임의의 실수이다. MP 이론에서 0차 파동 함수는 섭동이 없는 경우의 연산자인 포크 연산자로 푼 파동함수이다. 여기서 섭동은 상호작용에 의한 것이다.
RS-PT에서 건드려진 파동함수와 건드려진 에너지는 λ의 멱급수로 표현된다:
{\displaystyle \Psi =\lim _{n\to \infty }\sum _{i=0}^{n}\lambda ^{i}\Psi ^{(i)},E=\lim _{n\to \infty }\sum _{i=0}^{n}\lambda ^{i}E^{(i)}.}
위의 식을 시간에 민시간 슈뢰딩거 방정식에 넣으면 새 방정식이 나온다:
({\displaystyle n\to \infty })
{\displaystyle \left({\hat {H}}_{0}+\lambda V\right)\left(\sum _{i=0}^{n}\lambda ^{i}\Psi ^{(i)}\right)=\left(\sum _{i=0}^{n}\lambda ^{i}E^{(i)}\right)\left(\sum _{i=0}^{n}\lambda ^{i}\Psi ^{(i)}\right).}
{\displaystyle \lambda ^{k}}에 대해 계산하면 k차수 섭동방정식을 얻을 수 있다. (k = 0, 1, 2, ..., n.)

## 묄러-플레셋 섭동이론

### 기본 공식화
묄러-플레셋 에너지 보정은 레일리-슈뢰딩거 섭동 이론에서 나온다.
{\displaystyle {\hat {V}}\equiv H-F-\langle \Phi _{0}|H-F|\Phi _{0}\rangle ,\,}
여기서 틀맞춰진 슬레이터 행렬식 {\displaystyle \Phi _{0}}는 포크 연산자의 가장 낮은 고유함수이다.
{\displaystyle F\Phi _{0}\equiv \left(\sum _{k=1}^{N}f(k)\right)\Phi _{0}=2\left(\sum _{i=1}^{N/2}\varepsilon _{i}\right)\Phi _{0}.}
N은 분자가 가지고 있는 전자 계수이고, H는 전자의 해밀토니안이다. {\displaystyle f(1)}는 단일 전자의 포크 연산자이고, {\displaystyle \epsilon _{i}}는 전자 두 개를 채운 궤도함수{\displaystyle \Phi _{i}}의 에너지이다. 수정된 포크 연산자는
{\displaystyle {\hat {H}}_{0}\equiv F+\langle \Phi _{0}|H-F|\Phi _{0}\rangle }
섭동이 없는 경우(0차)의 연산자이다.
슬레이터 행렬식 {\displaystyle \Phi _{0}}는 F의 고유함수이다.
{\displaystyle F\Phi _{0}-\langle \Phi _{0}|F|\Phi _{0}\rangle \Phi _{0}=0\Longrightarrow {\hat {H}}_{0}\Phi _{0}=\langle \Phi _{0}|H|\Phi _{0}\rangle \Phi _{0},}
따라서 0차 에너지의는 {\displaystyle \Phi _{0}}에 대한 H의 기댓값(하트리-폭 에너지)이다.
{\displaystyle E_{\mathrm {MP0} }\equiv E_{\mathrm {HF} }=\langle \Phi _{0}|H|\Phi _{0}\rangle .}
1차 묄러-플레셋 에너지가
{\displaystyle E_{\mathrm {MP1} }\equiv \langle \Phi _{0}|{\hat {V}}|\Phi _{0}\rangle =0}
0이기 때문에, 묄러-플레셋 상호작용 에너지는 2차에서부터 나타난다. 이 결과가 묄러-플레셋 정리이다. 즉, 상호작용 퍼텐셜은 1차 에너지에 영향을 주지 않는다.
MP2의 식을 닫힌 껍질 전자에 대해 얻기 위해, 기저가 이중으로 들뜬 경우의 슬레이터 행렬식에 대해 2차 RS-PT 식을 구한다. (단독으로 들뜬 경우의 슬레이터 행렬식은 브릴루앙 정리에 의해 영향을 주지 않는다). 슬레이터-콘돈 규칙을 적용하여 슬레이터 행렬식을 정리하면 다음과 같다.
{\displaystyle E_{\mathrm {MP2} }=\sum _{i,j,a,b}\langle \varphi _{i}(1)\varphi _{j}(2)|r_{12}^{-1}|\varphi _{a}(1)\varphi _{b}(2)\rangle \times {\frac {2\langle \varphi _{a}(1)\varphi _{b}(2)|r_{12}^{-1}|\varphi _{i}(1)\varphi _{j}(2)\rangle -\langle \varphi _{a}(1)\varphi _{b}(2)|r_{12}^{-1}|\varphi _{j}(1)\varphi _{i}(2)\rangle }{\varepsilon _{i}+\varepsilon _{j}-\varepsilon _{a}-\varepsilon _{b}}},}
여기서 {\displaystyle \Phi _{i}} 와 {\displaystyle \Phi _{j}}는 are 전자가 차있는 정준 궤도함수이고{\displaystyle \Phi _{a}} and {\displaystyle \Phi _{b}}는 가상의 정준 궤도함수이다.
{\displaystyle \epsilon _{i}}, {\displaystyle \epsilon _{j}}, {\displaystyle \epsilon _{a}}와 {\displaystyle \epsilon _{b}}는 각각의 궤도함수의 에너지에 해당한다. 2차까지 고려할 경우 전체 전자 에너지는 하트리-폭 에너지에 2차 묄러-플레셋 보정의 합이다. (E ≈ EHF + EMP2) 0차 묄러-플레셋 방정식의 해는 하트리-폭 에너지이므로, 결과값이 하트리-폭 방법에서 벗어나는 최초의 차수는 2차이다.

### 다른 공식화
같은 식을 다른 방법으로 구할 수도 있다. 이 경우, 2차와 3차는 이전과 동일하나 0차와 1차의 값이 바뀐다. 위 방법과 아래 방법의 차이는 다음에 기인한다.
{\displaystyle \langle \Phi _{0}|H-F|\Phi _{0}\rangle \neq 0\quad \Longleftrightarrow \quad E_{\mathrm {HF} }\neq 2\sum _{i=1}^{N/2}\varepsilon _{i}.}
(하트리-폭 에너지는 전자가 차있는 궤도 함수의 합과 같지 않다). 해밀토니안을 다음과 같이 나눌 수 있다.
{\displaystyle {\hat {H}}_{0}\equiv F,\qquad {\hat {V}}\equiv H-F.}
이와 같은 경우,
{\displaystyle E_{\mathrm {MP0} }=2\sum _{i=1}^{N/2}\varepsilon _{i},\qquad E_{\mathrm {MP1} }=E_{\mathrm {HF} }-2\sum _{i=1}^{N/2}\varepsilon _{i}.}
묄러-플레셋 정리는 EMP1 ≠ 0인 경우 맞지 않다. 0차 묄러-플레셋 방정식의 해는 궤도 함수 에너지의 함과 같고, 0차와 1차 묄러-플레셋 방정식의 해의 합은 하트리-폭 에너지와 같다. 위와 마찬가지로 2차부터 하트리-폭에서 벗어난다.

## 묄러-플레셋 섭동 이론의 사용
2차 (MP2), 3차 (MP3)와 4차 (MP4)의 묄러-플레셋 계산은 작은 계에 적용되었고, 많은 컴퓨터 계산 프로그램에서 사용 가능하다. 5차 이상의 묄러-플레셋 계산은 몇몇 프로그램에서 가능하다. 하지만, 계산 한계로 인해 자주 쓰이지는 않는다.
연구 결과에 따르면 묄러-플레셋 섭동 이론은 높은 차수의 계산에서 반드시 수렴하는 것이 아니다. 천천히 수렴할 수도 있고, 빨리 수렴할 수도 있으며, 진동할 수도 있고, 일정한 경향을 보일 수도 있다. 이러한 경향성은 계산할 시스템이나 기저에 따라 바뀔 수 있다. 따라서 MP3나 MP4 수준의 계산이 MP2의 그것보다 낫지 않을 수 있다.
열린 껍질 분자의 경우, MPn-이론은 제한되지 않은 경우에만 곧바로 하트리-폭에 적용될 수 있다. (왜냐하면 제한된 하트리-폭 준위는 일반적으로 포크 연산자의 고유벡터가 아니기 때문이다. 그러나, 에너지는 스핀의 혼성 작용에 의해 변화가 커 오차가 클 수 있다. 더 좋은 방법은 제한된 열린 껍질 하트리-폭에서 기반한 MP2 방법을 사용하는 것이다.
하트리-폭, 제한되지 않은 하트리-폭, 제한된 하트리-폭은 하나의 행렬식으로 만들어진 파동함수를 사용한다. 다중 배열 자체 일관성 장(Multi-configurational self-consistent field)은 여러 행렬식을 사용하며, 섭동없는 연산자에 사용될 수 있다. 이러한 방법의 한 예로 차수가 2차인 완전 활성 공간 섭동이론(CASPT2)가 있다.

## 같이 보기
- 섭동 이론 (양자역학)